# Lorica (Einzeller)
Eine Lorica bezeichnet bei Einzellern (Protisten: Wimpertierchen und Flagellaten) eine Form einer extrazellulären Hülle um die Zelle (oder seltener eine Zellkolonie), die diese einschließt. Eine Lorica besitzt an einem Ende, gelegentlich an beiden, eine Öffnung, sie kann entweder mit einer Stielregion am Substrat verankert sein oder vom frei schwimmenden Organismus mitgeführt werden. Als Lorica bezeichnete Zellhüllen können aus organischem Material bestehen (als Grundbestandteil Kohlenhydrate oder Proteine), aus abgeschiedenen mineralischen Bestandteilen wie Calciumcarbonat oder Siliciumdioxid aufgebaut sein, oder in eine organische (oft mucöse) Matrix können mineralische Bestandteile (wie Eisenoxide, Sandkörner, organischer Detritus oder andere) eingelagert sein. Die verschiedenen als Lorica bezeichneten Strukturen sind weder in der Bildung noch in der Gestalt homolog, der Ausdruck gibt lediglich eine gewisse morphologische Ähnlichkeit wieder. Als Lorica bezeichnete Zellhüllen werden alternativ mit zahlreichen anderen Ausdrücken wie Gehäuse oder Scheide bezeichnet. Viele Forscher fassen alle Formen von extrazellulären Hüllen, darunter auch die verschiedenen Formen einer Lorica, zu einem „Typ III“ zusammen.

## Lorica der Kragengeißeltierchen
Die Kragengeißeltierchen (Choanomonada oder Choanoflagellata) der Ordnung Acanthoecida sind durch eine Lorica gekennzeichnet, während die zweite Ordnung Craspedida eine anders aufgebaute, als Theca bezeichnete Hüllstruktur besitzen. Die Lorica der Acanthoecida besteht aus einzelnen, Costae (Rippen) genannten, vorwiegend aus Siliciumdioxid aufgebauten Streifen, die eine korbartige Hülle um die Zelle bilden. Dabei können die Costae mehr oder weniger weit hervorragen. Normalerweise besteht dieser Korb aus zwei Lagen, einer Schicht aus längs angeordneten Costae und eine Lage aus quer oder schraubig (helikal) angeordneten Costae, die diese verbindet. Die quer (transversal) angeordneten Costae sitzen normalerweise auf der Innenseite, können aber bei einzelnen Taxa auch außen auf die längs angeordneten folgen. Die innere Oberfläche der inneren Costae, zur Zelle hin, trägt eine dünne Hülle aus Fasern (Mikrofibillen) aus Kohlenhydraten. Jede einzelne Costa ist aus stäbchenförmigen Faserelementen zusammengesetzt, die in gegenläufiger Orientierung aneinandergelagert sind, ihre Anzahl kann je nach Art von 5 bis zu mehreren Hundert pro Costa variieren. Diese werden intrazellulär produziert, zusammengefügt und dann nach außen abgeschieden. Die Lorica ist meist nur wenige Mikrometer lang, bei Bicosta spinifera (Acanthoecidae, Choanoflagellida) erreicht sie 100 Mikrometer Länge. Die einzelnen Costae sind meist gleich aufgebaut, bei wenigen Gruppen sind zwei oder mehr verschiedene Typen morphologisch unterscheidbar. Sie sind entweder abgeflacht oder besitzen runden Querschnitt. Bei der Zellteilung sind zwei verschiedene Varianten möglich. Bei wenigen Gattungen (z. B. Acanthoeca) erbt eine Tochterzelle die Lorica, die andere, unbehüllte (nudiforme) schwimmt davon und bildet später eine eigene Lorica aus. Bei anderen Gattungen wird eine (tectiforme) Tochterzelle in umgekehrter Orientierung aus der alten Lorica herausgeschoben und bildet bereits dabei eine neue Hülle aus vor der Zellteilung vorfabrizierten Costae aus.

## Lorica der Ciliaten
Bei den Ciliophora ist der Aufbau und die Gestalt der Lorica variabler. Meist handelt es sich um eine mehr oder weniger lose Hülle, die am Substrat verankert ist und am vorderen (anterioren) Ende eine Öffnung besitzt. Bei einigen Gruppen bilden die Zellen mit ihren Loricae eine bäumchenartige Zellkolonie aus. Die Lorica wird vom Organismus nach außen abschieden und in verschiedenen Gruppen mit von außen kommendem Fremdmaterial verstärkt. Ihre Matrix kann aus faserigen Proteinen aufgebaut sein, häufiger sind schleimige Hüllen aus Mukopolysacchariden. Sie können Chitin, Tectin oder Pseudochitin enthalten. Die Hülle ist manchmal verkalkt, oder es sind Sandkörner oder andere Fremdmaterialien eingelagert. Eine Lorica kommt etwa bei Ciliaten der Unterklasse Peritrichia in den Familien Lagenophryidae und Vaginicolidae oder bei den zu den Heterotrichida gehörenden Folliculinidae vor. Bei den Vaginicoidae kann sie mit einem Deckel (Operculum) versehen sein.
Ciliaten der Unterordnung Tintinnina der Tintinniden besitzen ebenfalls eine Lorica, obwohl sie frei schwimmende Organismen des Mikrozooplanktons sind. Viele Gattungen wie Tintinnopsis sind anhand der Gestalt der Lorica bestimmbar. Diese ist meist röhren- oder vasenförmig. Die Lorica ist bei diesen Organismen ein Schutz gegen Fressfeinde, es konnte gezeigt werden, dass Individuen mit großer Lorica seltener von Ruderfußkrebsen gefressen werden.